# Longplayer
 (décembre 2021).
Longplayer est une œuvre musicale destinée à durer mille ans. Son exécution a débuté le 1er janvier 2000 et devrait se poursuivre sans répétition jusqu'au 31 décembre 2999.

## Description
Longplayer est basé sur une œuvre de 20 minutes et 20 secondes, composée par Jem Finer, l'un des fondateurs des Pogues. Elle utilise des bols chantants et des gongs tibétains, permettant de créer des sons en les frappant ou en roulant des morceaux de bois le long des bords. Cette source musicale a été enregistrée en décembre 1999.
Cette œuvre est traitée par ordinateur afin de produire un grand nombre de variations différentes qui, jouées à la suite, donnent un total de 999 ans. Après cette date, l'œuvre reprend ses variations initiales.

## Exécution
Longplayer a été jouée dans la zone de relaxation du Dôme du millénaire à Londres pendant l'année de son inauguration, en 2000. Elle a également été jouée dans un phare du XIXe siècle du Trinity Buoy Wharf de Londres, et dans d'autres endroits du Royaume-Uni, des États-Unis, d'Australie et d'Égypte. Elle peut également être écoutée sur Internet en streaming.